# Джурун
Джуру́н (каз. Жұрын) — село у складі Мугалжарського району Актюбінської області Казахстану. Адміністративний центр Журинського сільського округу.
У радянські часи село називалось Журин.
Населення — 1188 осіб (2021; 1267 у 2009, 1912 у 1999, 2160 у 1989).